# Infogrames
Infogrames Entertainment SA, comunemente chiamata Infogrames, è stata una holding internazionale con sede a Lione (Francia). Attraverso le sue controllate, Infogrames produceva, sviluppava, pubblicava e distribuiva videogiochi per tutte le maggiori console e computer.
Possedeva la quota di controllo di Atari, Inc., con sede a New York (USA), e di Atari Europe.

## Storia
Fu fondata nel 1983 da Bruno Bonnell e Christophe Sapet a Lione. Stando a quanto detto da Bonnell in un'intervista televisiva, i fondatori usarono un programma informatico per mischiare e fondere parole per suggerire il nuovo nome della compagnia. Uno dei risultati fu "Infogramme": un portmanteau (parola costruita con altre parole) dei termini francesi "informatique" e "programme". La scelta finale, "Infogrames", era una versione leggermente modificata di questo risultato. La pronuncia corretta è [ɛ̃fɔɡʁam] (circa "enfogràm"), e non è collegato alla parola inglese "games".
Nei primissimi anni di attività Infogrames pubblicò molti titoli, tra cui anche alcuni programmi di utilità, per i computer francesi Thomson MO5, Thomson TO7 e seguenti, comprese versioni italiane per il PC 128. Presto estese la produzione a molti altri computer diffusi in Europa e in seguito, dagli anni '90, anche alle console.
Nei tardi anni ottanta la Infogrames divenne famosa per i suoi giochi contenenti spesso idee originali e contenuti umoristici. Diversi titoli vennero tratti con licenza ufficiale da fumetti di origine francofona, come i Puffi o Tin Tin.
Nel giugno 1987 Infogrames acquisì completamente la ERE Informatique, una delle prime società francesi di videogiochi. Già da qualche tempo la ERE era in difficoltà finanziarie e la Infogrames aveva una compartecipazione nel suo capitale.
Infogrames Entertainment venne quotata alla Borsa di Parigi nel 1993, quando il suo volume d'affari era di 102 milioni di franchi.
Infogrames, Inc. è stato anche il nome della filiale americana di Infogrames Entertainment SA. Venne fondata nel 1993 come GT Interactive, e acquistata nel 1999 da Infogrames. Nel 2001 Infogrames Inc. acquisì Hasbro Interactive, che includeva MicroProse, Atari e Game.com. Nel 2003 Infogrames Entertainment cambiò ufficialmente nome della sede statunitense in Atari, Inc. e la sede europea divenne Atari Europe, mentre la società a capo dell'holding mantenne il nome di Infogrames Entertainment.
Dagli anni novanta al 2001 Infogrames ha acquisito molte compagnie nel settore dei videogiochi. Oltre a GT Interactive e Hasbro Interactive, furono acquisiti Ocean Software, Gremlin Interactive, Accolade, la Shiny Entertainment, Eden Games e Melbourne House.
La Shiny Entertainment è stata venduta alla Foundation 9 Entertainment il 2 ottobre 2006.
Nel maggio del 2008 Infogrames, già proprietaria della maggioranza dell'Atari, ha completato l'acquisizione delle azioni per undici milioni di dollari.
Nel corso del 2009, proseguendo le difficoltà finanziarie, alcuni rami d'azienda furono venduti a partner, e l'azienda modificò il proprio nome in Atari SA.

## Videogiochi
Tra i molti giochi pubblicati da Infogrames va citata la serie Alone in the Dark, Iznogoud (basato sull'omonimo fumetto Iznogoud), Chamonix Challenge (un gioco basato sull'alpinismo), North & South (uno strategico a turni ambientato nel periodo della Guerra di secessione americana), Civilization III (di Sid Meier), Grand Prix 4 (di Geoff Crammond), Bugs Bunny: Lost in Time e Bugs Bunny e Taz in viaggio nel tempo, Eternam, la serie di V-Rally, Ronaldo V-Football, Driver 2: Back on the Streets e Gekido.
Elenco approssimativo dei videogiochi pubblicati con marchio Infogrames Entertainment, Infogrames Europe (prima di cambiare denominazione in Atari SA), Infogrames Inc. (prima di cambiare denominazione in Atari Inc.), o Infogrames Pocket Soft (un marchio usato a fine anni '80 per le riedizioni economiche per Amiga e Atari ST). Sono compresi anche titoli originariamente pubblicati da altre aziende.
1983
- Chasseur Omega (1983) - sparatutto per Thomson
- Pingo (1983) - clone di Pengo per Thomson/PC1[10]
- Troff (1983) - clone di Tron per Thomson/PC128

1984
- Bidul (1984) - clone di Pac-Man per Thomson
- F.B.I. (1984) - per Thomson
- Ghostman (1984) - clone di Pac-Man per Oric
- Hercule (1985) - per MSX
- I.L. l'intrus (1984) - ispirato ad Alien, per Thomson
- Jeu des 6 Lys (1984) - avventura per Matra Alice
- Mandragore (1984)
- Météo 7 (1984) - clone di Space Invaders per Thomson
- Pilot (1984) - simulatore di volo per Thomson
- Roger et Paulo (1984) - clone di Donkey Kong per Thomson
- Spix (1984) - clone di Qix per Thomson

1985
- Androides (1985) - clone di Lode Runner per Thomson MO/TO
- Arsène Lapin (1985) - avventura testuale per Thomson
- Les Dieux du stade (1985) - atletica per Thomson/PC128
- Galactic Mercenaries (1985) - per MSX
- Illusions (1985) - per MSX
- The Inheritance: Panic in Las Vegas (1985)
- Invasion (1985) - sparatutto per Thomson
- Karate (1985) - picchiaduro per Thomson/PC128
- La geste d'Artillac (1985)
- Omega: Planete invisible (1985)
- Vera Cruz (1985)
- Les voitures dans autoroute (1985) - clone di Frogger per MSX

1986
- 1789 (1986) - avventura testuale per Thomson
- L'Affaire... (1986)
- The Amazing Shrinking Man (1986) - per Amstrad
- Bridge (1986) - gioco di carte per Amstrad/MSX
- Les Dieux de la glisse (1986) - sport invernali per Thomson
- Dossier Boerhaave/Intrigo a Parigi (1986) - avventura testuale per Thomson/PC128
- The Inheritance: Chaos in Scotland (1986)
- La mine aux diamants (1986) - clone di Boulderdash per Thomson
- Murder on the Atlantic (1986)
- I passeggeri del vento (1986)
- Politik Poker (1986) - gioco di carte per Thomson
- Saphir (1986) - platform per Thomson/PC128
- Sortilèges (1986) - avventura isometrica per Thomson
- The Sydney Affair (1986)
- Vampire (1986) - avventura platform per Thomson/PC128
- Who Dares Wins II (1986) come Comando parachutiste

1987
- Bob Morane: Chevalerie (1987)
- Bob Morane: Jungle (1987)
- Bubble Ghost (1987)
- Chamonix Challenge (1987)
- Championship Water-Skiing (1987)
- Entropie (1987) - avventura isometrica per Thomson/PC128
- Football (1987) - calcio per Thomson
- Iznogoud (1987)
- OK Cowboy (1987) - per Thomson/PC128
- Passengers on the Wind II (1987)
- Prohibition (1987)
- Les Ripoux (1987) - dal film Il commissadro, per Thomson
- Sidewalk (1987)
- The Three Musketeers (1987)
- TNT (1987)

1988
- L'affaire Santa Fe (1988) - per Amstrad
- Armorik the Viking: The Eight Conquests (1988)
- Blueberry (1988)
- Bob Morane: Science fiction (1988)
- Bobo o Stir Crazy featuring Bobo (1988)
- Les Contes de Monte Crypto (1988) - rompicapo per Thomson
- Hostages (1988)
- Operation Neptune (1988)
- Operation: Cleanstreets (1988)
- Skrull (1988)
- Spidertronic (1988)
- Teenage Queen (1988)
- Tetris (1988)
- Turbo GT (1988)
- Veteran (1988)
- Wanted o Outlaw (1988)
- Warlock's Quest (1988)

1989
- Action Service (1989)
- Captain Blood (1989)
- Chamber of the Sci-Mutant Priestess (1989)
- Chicago 90 (1989)
- Drakkhen (1989)
- Full Metal Planete (1989)
- Macadam Bumper (1989)
- Murders in Venice (1989)
- North & South (1989)
- Phoenix (1989)
- Purple Saturn Day (1989)
- The Quest for the Time-Bird (1989)
- Safari Guns (1989)
- Shufflepuck Cafe (1989)
- SimCity (1989)
- Trauma (1989)
- Tintin on the Moon (1989)
- Welltris (1989)

1990
- Alpha Waves (1990)
- Bandit Kings of Ancient China (1990)
- Bubble+ (1990)
- Chess Simulator (1990)
- Dames Simulator (1990)
- Genghis Khan (1990)
- Jumpin' Jackson (1990)
- The Light Corridor (1990)
- Metal Masters (1990)
- Murders in Space (1990)
- Mystical (1990)
- Pop-Up (1990)
- The Toyottes (1990)

1991
- 7 Colors (1991)
- Advantage Tennis (1991)
- Bandit Kings of Ancient China (1991)
- Eagle's Rider (1991)
- S.C.A.T.: Special Cybernetic Attack Team (1991)

1992
- Alcatraz (1992)
- Alone in the Dark (1992)
- Bomb Jack (1992)
- Eternam (1992)
- Hare Raising Havoc (1992)
- International Tennis Open (1992)
- L'Empereur (1992)
- Max (1992)
- The Playroom (1992)

1993
- Alone in the Dark 2 (1993)
- Astérix (1993)
- Astérix: Caesar's Challenge (1993)
- Mickey's Jigsaw Puzzles (1993)
- Mickey's Memory Challenge (1993)
- Shadow of the Comet (1993)

1994
- Alone in the Dark 3 (1994)
- I Puffi (1994)
- Living Ball (1994)
- Planet Soccer (1994)

1995
- C.E.O. (1995)
- Chaos Control (1995)
- Prisoner of Ice (1995)
- I Puffi a zonzo per il mondo (1995)
- Spirou (1995)
- Time Gate: il segreto dei Templari (1995)
- Tintin in Tibet (1995)

1996
- Asterix & Obelix (1996)
- Fighter Duel: Special Edition (1996)
- Les Fous Volants (1996)
- Lucky Luke (1996)
- Tintin: Le Temple du Soleil (1996)
- Solar Crusade (1996)

1997
- DogDay (1997)
- EF2000: Special Edition (1997)
- Independence War: The Starship Simulator (1997)
- Lucky Luke (1997)
- Private Eye (1997)
- Rampage World Tour (1997)
- The Smurfs' Nightmare (1997)
- V-Rally (1997)
- VooDoo Kid (1997)

1998
- Actua Tennis (1998)
- Airline Tycoon (1998)
- Breath of Fire III (1998)
- Die Maus (1998)
- Heart of Darkness (1998)
- Hexplore (1998)
- Jersey Devil (1998)
- KKND2: Krossfire (1998)
- Bugs Bunny & Lola Bunny: Operazione Carote (1998)
- Looney Tunes: Twouble! (1998)
- Max Power Racing (1998)
- Mega Man 8: Anniversary Edition (1998)
- Mega Man Battle & Chase (1998)
- Mission: Impossible (1998)
- Obsidian (1998)
- Pilgrim: Faith as a Weapon (1998)
- Titanic: Adventure Out of Time (1998)
- Total Air War (1998)
- Trivial Pursuit: CD-ROM Edition (1998)
- V-Rally: Edition 99 (1998)
- Wargasm (1998)

1999
- Antz (1999)
- Asterix: La battaglia dei galli (1999)
- Ballistic (1999)
- Bugs Bunny: Lost in Time (1999)
- Demolition Racer (1999)
- Die Pirateninsel (1999)
- Eagle One: Harrier Attack (1999)
- I Puffi (1999)
- Janosch: Das große Panama Spiel (1999)
- Koudelka (1999)
- Lode Runner 3-D (1999)
- London Racer (1999)
- Millennium Soldier: Expendable (1999)
- Mob Rule (1999)
- Motor Mash (1999)
- Mr. Nutz (1999)
- NFL Blitz 2000 (1999)
- Outcast (1999)
- PenPen (1999)
- Pong (1999)
- Radikal Bikers (1999)
- Ronaldo V-Soccer (1999)
- Silver (1999)
- Slave Zero (1999)
- Starshot: Space Circus Fever (1999)
- Striker Pro 2000 (1999)
- Supreme Snowboarding (1999)
- T.R.A.G.: Tactical Rescue Assault Group - Mission of Mercy (1999)
- Tabaluga (1999)
- Test Drive 6 (1999)
- Test Drive: Le Mans (1999)
- V-Rally 2 (1999)
- Worms Armageddon (1999)

2000
- 1602 A.D. (2000)
- 4X4 World Trophy (2000)
- Addiction Pinball (2000)
- Animorphs: Know the Secret (2000)
- Animorphs: Shattered Reality (2000)
- Army Men: Air Attack (2000)
- Astérix: Search for Dogmatix (2000)
- Beetle Crazy Cup (2000)
- Bugs Bunny e Taz in viaggio nel tempo (2000)
- Crusaders of Might and Magic (2000)
- Demolition Racer: No Exit (2000)
- Driver (2000)
- Driver 2: Back on the Streets (2000)
- Duke Nukem: Land of the Babes (2000)
- Gekido: Urban Fighters (2000)
- Harley-Davidson: Wheels of Freedom (2000)
- Hogs of War: Nati per soffritto (2000)
- Imperium Galactica II: Alliances (2000)
- Indy Racing 2000 (2000)
- Ka-52 Team Alligator (2000)
- Le Mans 24 Hours (2000)
- Looney Tunes Collector Starring Bugs Bunny (2000)
- Looney Tunes Racing (2000)
- Looney Tunes: Duck Dodgers - Starring Daffy Duck (2000)
- Looney Tunes: Space Race (2000)
- Lucky Luke: Il Treno dei Desperados (2000)
- MahJongg Master 3 (2000)
- Michelin Rally Masters: Race of Champions (2000)
- Moto Racer World Tour (2000)
- N.GEN Racing (2000)
- Oddworld Adventures 2 (2000)
- Pajama Sam 3: You Are What You Eat from Your Head to Your Feet (2000)
- Patrician II: Quest for Power (2000)
- PGA European Tour Golf (2000)
- Power Spike: Pro Beach Volleyball (2000)
- Real Pool (2000)
- The Ring: Terror's Realm (2000)
- Ronaldo V-Football (2000)
- Soulbringer (2000)
- Supercross Freestyle (2000)
- Supreme Snowboarding (2000)
- Taz Express (2000)
- Test Drive 2001 (2000)
- Total Annihilation: Kingdoms (2000)
- UEFA 2000 (2000)
- UEFA Manager 2000 (2000)
- Unreal (2000)
- Unreal Tournament (2000)
- Wacky Races (2000)
- Xtreme Sports (2000)

2001
- 3, 2, 1 - La 1º corsa dei Puffi (2001)
- Action Man: Mission Xtreme (2001)
- Alone in the Dark: The New Nightmare (2001)
- Asterix: Il folle banchetto (2001)
- Avalon Hill's Squad Leader (2001)
- B-17 Gunner: Air War Over Germany (2001)
- Backyard Basketball (2001)
- Backyard Soccer (2001)
- Backyard Soccer MLS Edition (2001)
- Civilization III (2001)
- Combat (2001)
- Deadly Dozen (2001)
- Desperados: Wanted Dead or Alive (2001)
- Die Maus: Verrückte Olympiade (2001)
- Dig Dug Deeper (2001)
- Diggles: the Myth of Fenris (2001)
- Edge of Chaos: Independence War 2 (2001)
- Final Fantasy IX (2001)
- The Game of Life (2001)
- Harley-Davidson: Race Around the World (2001)
- Klustar (2001)
- Looney Tunes: Marvin Strikes Back! (2001)
- Lucky Luke: Wanted! (2001)
- Lucky Luke: La febbre del Far West (2001)
- Majesty: The Northern Expansion (2001)
- Men in Black: The Series - Crashdown (2001)
- Monopoly (2001)
- Monopoly Junior (2001)
- Monopoly Tycoon (2001)
- Motor Mayhem (2001)
- Ms. Pac-Man: Quest for the Golden Maze (2001)
- MXrider (2001)
- My Little Pony: Friendship Gardens (2001)
- NASCAR Heat 2002 (2001)
- Nicktoons Racing (2001)
- Oddworld: Munch's Oddysee (2001)
- Premier Manager 2000 (2001)
- Ralph il lupo all'attacco (2001)
- Robot Arena (2001)
- Snoopy Tennis (2001)
- Splashdown (2001)
- Starship Troopers: Terran Ascendancy (2001)
- Stunt GP (2001)
- Survivor: The Interactive Game (2001)
- Test Drive: Off-Road - Wide Open (2001)
- Tintin: Destination Adventure (2001)
- Tonka Monster Trucks (2001)
- TransWorld SURF (2001)
- UEFA Challenge (2001)
- Wacky Races: Le nuove avventure di Dick Dastardly & Muttley (2001)
- Woody Woodpecker: Escape from Buzz Buzzard Park (2001)
- X-COM: Enforcer (2001)

2002
- Action Man: Arctic Adventure (2002)
- Asterix & Obelix: Bash Them All! (2002)
- Atari Revival (2002)
- B-17 Flying Fortress: The Mighty 8th (2002)
- Backyard Baseball 2003 (2002)
- Backyard Hockey (2002)
- Beach Head 2002 (2002)
- Beyblade VForce: Super Tournament Battle (2002)
- Biathlon 2002 (2002)
- Biathlon 2003 (2002)
- Big Air FreeStyle (2002)
- Bird Hunter 2003: Legendary Hunting (2002)
- Blender Bros. (2002)
- Carnivores: Cityscape (2002)
- Deadly Dozen: Pacific Theater (2002)
- Deer Hunter 2003 (2002)
- Dino Island (2002)
- Dirt Track Racing 2 (2002)
- Dora the Explorer: Backpack Adventure (2002)
- Dora the Explorer: Lost City Adventure (2002)
- Dragon Ball Z Collectible Card Game (2002)
- Dragon Ball Z: Budokai (2002)
- Dragon Ball Z: I leggendari super guerrieri (2002)
- Dragon Ball Z: Il destino di Goku (2002)
- Driver 2 Advance (2002)
- Dungeons & Dragons: Eye of the Beholder (2002)
- European Air War (2002)
- Godzilla: Destroy All Monsters Melee (2002)
- Godzilla: Domination! (2002)
- Grand Prix 3 (2002)
- Grand Prix 4 (2002)
- Gundam: Battle Assault 2 (2002)
- Gunship! (2002)
- Hero X (2002)
- Klonoa: Empire of Dreams (2002)
- Majesty: The Fantasy Kingdom Sim (2002)
- Men in Black II: Alien Escape (2002)
- Micro Machines (2002)
- Monopoly Party (2002)
- Moonbase Commander (2002)
- Moto Racer 3 (2002)
- Napoleon (2002)
- NASCAR: Dirt to Daytona (2002)
- Neverwinter Nights (2002)
- Operation Blockade (2002)
- Pacific Gunner (2002)
- Pac-Man All-Stars (2002)
- Real Pool 2 (2002)
- RollerCoaster Tycoon (2002)
- RollerCoaster Tycoon 2 (2002)
- Season Ticket Basketball 2003 (2002)
- Slam Tennis (2002)
- Steel Tide (2002)
- Stuart Little 2 (2002)
- Stuntman (2002)
- Superman: Shadow of Apokolips (2002)
- Superman: The Man of Steel (2002)
- Survivor Ultimate (2002)
- Suske en Wiske: De Tijdtemmers (2002)
- Tactical Ops: Assault on Terror (2002)
- Taz: Wanted (2002)
- The Terminator: Dawn of Fate (2002)
- Test Drive (2002)
- Tiger Hunt (2002)
- Titeuf: Ze Gag Machine (2002)
- TransWorld Snowboarding (2002)
- Trophy Hunter 2003 (2002)
- Unreal Championship (2002)
- Unreal Tournament 2003 (2002)
- V-Rally 3 (2002)
- WizMo's Workshop: Dragons of Frozzbokk (2002)
- World of Outlaws: Sprint Car Racing 2002 (2002)
- Zapper (2002)

2003
- Apex (2003)
- Backyard Soccer 2004 (2003)
- Battle Engine Aquila (2003)
- Beyblade (2003)
- Castles & Catapults (2003)
- Dragon Ball Z: Ultimate Battle 22 (2003)
- Enter the Matrix (2003)
- Ghost Vibration (2003)
- Grand Prix Challenge (2003)
- Humvee Assault (2003)
- Ikaruga (2003)
- Line of Sight: Vietnam (2003)
- Loons: The Fight for Fame (2003)
- Master of Orion III (2003)
- Pro Bass Fishing 2003 (2003)
- Robot Arena: Design & Destroy (2003)
- RollerCoaster Tycoon 2: Wacky Worlds (2003)
- Spy Fox in "Dry Cereal" (2003)
- Superman: Countdown to Apokolips (2003)
- Tonka Town (2003)
- Transworld Surf: Next Wave (2003)
- Unreal II: The Awakening (2003)

### Antologie
Esse riguardano solo ed esclusivamente i giochi usciti su PlayStation e PC.

#### "Best of Infogrames" (Le Meilleur du Jeu Video)
- 4X4 World Trophy (Sport)
- Action Man: Mission Xtreme (Kids)
- Alone in the Dark: The New Nightmare (Action)
- Anstoss Premier Manager (Sport)
- Asterix: Mega Madness (Action)
- Asterix: The Gallic War (Action)
- Atari Anniversary Edition (Arcade)
- B-17 Flying Fortress: The Mighty 8th (Simulation)
- Beetle Crazy Cup (Sport)
- Blood II: The Chosen (Action)
- Bugs Bunny & Taz (Action)
- Civilization II (Strategy)
- Cluedo (Family)
- Cluedo Chronicles: Fatal Illusion (Family)
- Demolition Racer (Action)
- Desperados: Wanted Dead or Alive (Action)
- Discworld Noir (Adventure)
- Doom (Action)
- Driver (Action)
- Driver 2: Back on the Streets (Action)
- Eagle One: Harrier Attack (Simulation)
- Edge of Chaos: Independence War 2 (Simulation)
- Europe Racing (Sport)
- Gekido: Urban Fighters (Action)
- GP 500 (Sport)
- Grand Prix 3 (Sport)
- Grand Prix World (Sport)
- Gunship! (Simulation)
- Heart of Darkness (Adventure)
- Hogs of War: Nati per soffritto (Action)
- Imperium Galactica II: Alliances (Strategy)
- Jeff Wayne's The War of the Worlds (Strategy)
- Ka-52 Team Alligator (Simulation)
- Le Mans 24 Hours (Sport)
- Lucky Luke: La febbre del Far West (Action)
- Lucky Luke: On the Dalton's Trail (Action)
- Men in Black - The Series: Crashdown (Action)
- Millennium Soldier: Expendable (Action)
- Monopoly (Simulation)
- Monopoly Tycoon (Strategy)
- Myth II: Soulblighter (Strategy)
- N.GEN Racing (Action)
- Oddworld: Abe's Oddysee (Adventure)
- Outcast (Adventure)
- Paris-Marseille Racing (Sport)
- PGA European Tour Golf (Sport)
- Patrician II (Strategy)
- Pong (Family)
- Premier Manager 98 (Sport)
- Premier Manager 2000 / Canal+ Premier Manager (Sport)
- Radikal Bikers (Arcade)
- Ralph il lupo all'attacco (Action)
- Risk II (Strategy)
- RollerCoaster Tycoon (Strategy)
- Silver (Adventure)
- Soulbringer (Adventure)
- Starship Troopers (Strategy)
- Supreme Snowboarding (Sport)
- Total Annihilation: Kingdoms (Strategy)
- True Pinball (Arcade)
- UEFA Manager 2000 (Sport)
- UEFA Striker (Sport)
- Unreal Tournament (Action)
- USA Racing (Sport)
- V-Rally (Sport)
- V-Rally 2 (Sport)
- Wacky Races (Racing)
- Wargasm (Action)
- Worms (Strategy)
- Worms Armageddon (Strategy)
- Worms Pinball (Arcade)

#### "Replay"
- Actua Golf 2 (Sport)
- Actua Ice Hockey 2 (Sport)
- Actua Soccer 3 (Sport)
- Atari Arcade Hits 1 (Arcade)
- Battleship 2 (Strategy)
- Blood II: The Chosen (Action)
- Breakout (Arcade)
- Bugs Bunny: Lost in Time (Platform)
- Dark Vengeance (Action)
- Discworld Noir (Adventure)
- Duke Nukem 3D: Atomic Edition (Action)
- Guess Who? (Family)
- Heart of Darkness (Adventure)
- Imperium Galactica (Strategy)
- Jeff Wayne's The War of the Worlds (Strategy)
- M1 Tank Platoon II (Strategy)
- MechCommander GOLD (Strategy)
- Monopoly Junior (Kids)
- My Little Pony: Friendship Gardens (Kids)
- Myth II: Soulblighter (Strategy)
- Oddworld: Abe's Exoddus (Adventure)
- Puzzle Bobble (Arcade)
- Soulbringer (Adventure)
- Silver (Adventure)
- Slave Zero (Action)
- Supreme Snowboarding (Sport)
- Starshot: Space Circus Fever (Adventure)
- Stuart Little (Kids)
- The Next Tetris (Arcade)
- Thomas & Friends: The Great Festival Adventure (Kids)
- Tonka Construction 2 (Kids)
- Total Air War
- Total Annihilation (Strategy)
- Transport Tycoon Deluxe (Strategy)
- Unreal (Action)
- VooDoo Kid (Adventure)

#### "All Your Cartoon Favourites" (La Collection de tes Héros Favoris)
- 3, 2, 1 - La 1º corsa dei Puffi (A partire dai 4 anni)
- Asterix: La battaglia dei galli
- Asterix & Obelix
- Bugs Bunny: Lost in Time
- Bugs Bunny e Taz in viaggio nel tempo
- I Puffi ('95)
- I Puffi ('99) (A partire dai 4 anni)
- Jersey Devil
- Junior Sports Football
- Looney Tunes Racing
- Lucky Luke / Lucky Luke: On the Dalton's Trail
- Nicktoons Racing
- Pajama Sam 3: You Are What You Eat from Your Head to Your Feet
- Tintin: Le Temple du Soleil
- Tintin au Tibet
- Wacky Races

#### Serie "Premier" (4 in 1)
- Barrage (Battle)
- Battlezone (Action)
- Demolition Racer (Racing)
- Fighter Squadron: The Screamin' Demons Over Europe (Battle)
- Heavy Gear II (Battle)
- Interstate '76: NitroPack (Action)
- Redline (Action)
- Redline Racer (Racing)
- Slave Zero (Action)
- Speed Busters: American Highways (Racing)
- Test Drive 6 (Racing)
- Total Air War (Battle)

## Altro software
La società si occupò anche di software di utilità o educativo. Di seguito alcuni titoli prodotti nei primi anni di attività. In seguito pubblicò anche CD-ROM con contenuti culturali.
- Ecrito (1983) - programma di videoscrittura per Thomson
- Cartable Français (1984) - educativo di grammatica per Thomson
- Le cartable d'Alice (1984) - educativo per Matra Alice
- Ecologie, Cycle de Vie (1984) - educativo per Matra Alice
- Géographie Française (1984) - educativo per Matra Alice
- Géographie Mondiale (1984) - educativo per Matra Alice
- Initiation au Basic o Le cube informatique (1984) - corso di BASIC per Thomson/Alice/MSX
- Microscillo (1984) - programma di elettronica per Thomson
- Le mouteur à explosion (1984) - educativo per Matra Alice
- Thomcalc (1984) - foglio elettronico per Thomson
- Animatix (1985) - programma di grafica per Thomson
- Assdesass/Assembler (1985) - ambiente di sviluppo in Assembly per Thomson/PC128
- Le corps humain (1985) - educativo per Thomson
- La dictée electronique (1985) - educativo per Thomson
- Guitare assistant (1985) - programma di chitarra per Thomson
- Relance (1985) - programma di contabilità per Thomson
- Pays du Monde (1986) - programma di geografia per Thomson
- Rédaction (1986) - educativo di scrittura per Thomson
- Sigma Base (1986) - gestore file per Thomson
- Thème Astral (1986) - programma di astrologia per Thomson
- Le temps d'une histoire (1987) - educativo per Thomson
- L'expert 1.0 (1988) - sistema esperto per Amstrad